# Haitská fotbalová reprezentace
Haitská fotbalová reprezentace reprezentuje Haiti na mezinárodních fotbalových akcích, jako je mistrovství světa, Zlatý pohár CONCACAF a Karibský pohár.

## Mistrovství světa
První a zatím poslední účast Haiti na mistrovství světa ve fotbale se datuje do roku 1974, kdy nepostoupili ze základní skupiny, ve které prohráli postupně s Itálií (1:3), Polskem (0:7) a Argentinou (1:4). Na tomto turnaji se také stal hráč Haiti, Ernst Jean-Joseph, vůbec prvním hráčem historie mistrovství světa, který měl pozitivní dopingový test.
Seznam zápasů haitské fotbalové reprezentace na MS
| Rok    | Účast                                           | Soupisky |
| ------ | ----------------------------------------------- | -------- |
| 1930   | Bez účasti                                      |          |
| 1934   | Nepostoupili z kvalifikace                      |          |
| 1938   | Bez účasti                                      |          |
| 1950   | Bez účasti                                      |          |
| 1954   | Nepostoupili z kvalifikace                      |          |
| 1958   | Bez účasti                                      |          |
| 1962   | Bez účasti                                      |          |
| 1966   | Bez účasti                                      |          |
| 1970   | Nepostoupili z kvalifikace                      |          |
| 1974   | Základní skupina                                | Soupiska |
| 1978   | Nepostoupili z kvalifikace                      |          |
| 1982   | Nepostoupili z kvalifikace                      |          |
| 1986   | Nepostoupili z kvalifikace                      |          |
| 1990   | Bez účasti                                      |          |
| 1994   | Nepostoupili z kvalifikace                      |          |
| 1998   | Nepostoupili z kvalifikace                      |          |
| 2002   | Nepostoupili z kvalifikace                      |          |
| 2006   | Nepostoupili z kvalifikace                      |          |
| 2010   | Nepostoupili z kvalifikace                      |          |
| 2014   | Nepostoupili z kvalifikace                      |          |
| 2018   | Nepostoupili z kvalifikace                      |          |
| 2022   | Nepostoupili z kvalifikace                      |          |
| Celkem | Účast – 1× Zlato – 0×, Stříbro – 0×, Bronz – 0× |          |

## Zlatý pohár CONCACAF
| 1963   | Nekvalifikovali se                               |
| 1965   | 6. místo                                         |
| 1967   | 5. místo                                         |
| 1969   | Diskvalifikováni                                 |
| 1971   | Stříbrná medaile                                 |
| 1973   | Zlatá medaile                                    |
| 1977   | Stříbrná medaile                                 |
| 1981   | 6. místo                                         |
| 1985   | Základní skupina                                 |
| 1989   | Bez účasti                                       |
| 1991   | Nekvalifikovali se                               |
| 1993   | Bez účasti                                       |
| 1996   | Bez účasti                                       |
| 1998   | Bez účasti                                       |
| 2000   | Základní skupina                                 |
| 2002   | Čtvrtfinále                                      |
| 2003   | Nekvalifikovali se                               |
| 2005   | Nekvalifikovali se                               |
| 2007   | Základní skupina                                 |
| 2009   | Čtvrtfinále                                      |
| 2011   | Nekvalifikovali se                               |
| Celkem | Účast – 11× Zlato – 1×, Stříbro – 2×, Bronz – 0× |